# Ruth Mader
Ruth Mader (née le 11 juillet 1974) est une réalisatrice autrichienne. 

## Biographie
Son premier long-métrage de fiction Struggle a été présenté au Festival de Cannes 2003 en section Un certain regard. En 2017, elle sort un deuxième long métrage de fiction dystopique, Life Guidance.

## Filmographie
- 1992 : Endstation obdachlos, court-métrage
- 1993 : Gatsch, court-métrage
- 1994 : Kilometer 123,5, court-métrage
- 1999 : Gfrasta, court-métrage
- 2001 : Null Defizit, court-métrage documentaire
- 2003 : Struggle
- 2012 : What Is Love, documentaire
- 2017 : Life Guidance
- 2022 : Serviam - I Will Serve (Serviam - Ich will dienen)